# Mandy Patinkin
Mandy Patinkin, właśc. Mandel Bruce Patinkin (ur. 30 listopada 1952 w Chicago) – amerykański aktor filmowy i telewizyjny, występował jako doktor Jeffrey Geiger w serialu CBS Szpital Dobrej Nadziei, za którą to rolę został uhonorowany nagrodą Emmy w kategorii „Najlepszy aktor w serialu dramatycznym 1995”, a także jako Jason Gideon z serialu CBS Zabójcze umysły, Saul Berenson w serialu Showtime Homeland i szermierz Inigo Montoya w filmie przygodowym Narzeczona dla księcia. W 1983 roku wystąpił u boku Barbry Streisand i Amy Irving w dramacie Yentl.

## Życiorys

### Wczesne lata
Urodził się w Chicago w stanie Illinois w rodzinie z wyższej klasy średniej jako syn Doris „Doralee” (z domu Sinton) i Lestera Patinkina, który prowadził dwie duże fabryki metali w Chicago, The People's Iron & Metal Company i Scrap Corporation of America. Jego rodzina wywodziła się od żydowskich emigrantów (z Rosji i Polski) i wychowywał się w konserwatywnym judaizmie. Jego matka napisała żydowską rodzinną książkę kucharską Grandma Doralee Patinkin's Jewish Family Cookbook. Kuzynami Patinkina są Mark Patinkin, autor i felietonista  „The Providence Journal” oraz Sheldon Patinkin z Columbia College w Chicago, założyciel The Second City.
Uczęszczał do South Shore High School i Harvard St. George School. W 1970 ukończył Kenwood High School (potem Kenwood Academy). Studiował na University of Kansas i Juilliard School (1972–1976).

### Kariera
W 1977 zadebiutował na scenie Broadwayu jako Mark w przedstawieniu Michaela Cristofera The Shadow Box u boku Josefa Sommera, Vincenta Spano i Geraldine Fitzgerald. Po raz pierwszy trafił na ekran jako ratownik na basenie w komediodramacie Niezły pasztet (The Big Fix, 1978) z Richardem Dreyfussem. W 1980 otrzymał Tony Award za kreację Ché w musicalu Evita.
Za rolę Avigdora w melodramacie Barbry Streisand Yentl (1983) wg utworu Isaaca Bashevisa Singera „Yentl, the Yeshiva Boy” zdobył nominację do Złotego Globu dla najlepszego aktora w filmie komediowym lub musicalu. W 1984 był nominowany do Tony Award jako Georges Seurat w spektaklu Niedziela w parku z George'em (Sunday in the Park with George).
Jako detektyw Samuel Francisco w filmie sensacyjnym Obcy przybysze (1988) był nominowany do Nagrody Saturna w kategorii najlepszy aktor drugoplanowy. W filmie kryminalnym Dick Tracy (1990) pojawił się jako 88 Keys. Zagrał Alfreda de Musseta w dramacie Improwizacja (Impromptu, 1991) z Hugh Grantem (jako Fryderyk Chopin), Judy Davis (George Sand), Ralphem Brownem (Eugène Delacroix) i Julianem Sandsem (Ferenc Liszt).
Stał się też wybitnym interpretatorem dzieł muzycznych Stephena Sondheima.

## Życie prywatne
15 czerwca 1980 ożenił się z aktorką Kathryn Grody, z którą mają dwóch synów: Isaaca (ur. 1983) i Gideona (ur. 1987).

## Filmografia

### filmy fabularne
- 1981: Ragtime jako Tateh
- 1983: Yentl jako Avigdor
- 1986: Laputa – podniebny zamek jako Louis (głos)
- 1987: Narzeczona dla księcia jako Inigo Montoya
- 1988: Obcy przybysze jako detektyw Samuel Francisco 'George'
- 1990: Dick Tracy jako 88 Keys
- 1991: Doktor jako doktor Murray Kaplan
- 1991: Barwy prawdy jako John Palmeri
- 1993: Mikey i ja jako Irate Man
- 1998: Lulu na moście jako Philip Kleinman
- 1999: Przygody Elma w krainie zrzęd jako Huxley
- 1999: Sonic the Hedgehog: The Movie jako pomocnik pana prezydenta (głos)
- 2006: I ty możesz zostać bohaterem jako Stanley Irving (głos)
- 2010: 4.3.2.1 jako Jago Larofsky
- 2013: Zrywa się wiatr jako Hattori (głos)
- 2017: Smerfy: Poszukiwacze zaginionej wioski jako Papa Smurf (głos)

### seriale TV
- 1978: Taxi jako Alan, nowy ojciec
- 1994: Gdzie diabeł mówi dobranoc jako dr Jeffrey Geiger
- 1994–2000: Szpital Dobrej Nadziei jako doktor Jeffrey Geiger
- 1995: Simpsonowie jako Hugh Parkfield (głos)
- 2001: Dotyk anioła jako Szatan
- 2001: Boston Public jako Isaac Rice
- 2003: Prawo i porządek jako Levi March
- 2003–2004: Trup jak ja jako Rube John Sofer
- 2005–2007: Zabójcze umysły jako Jason Gideon
- 2009: Szpital Three Rivers jako Victor
- 2011: Wspaniałe zwierzaki jako Groundhog (głos)
- 2011–2020: Homeland jako Saul Berenson